# پادشاهی ختن

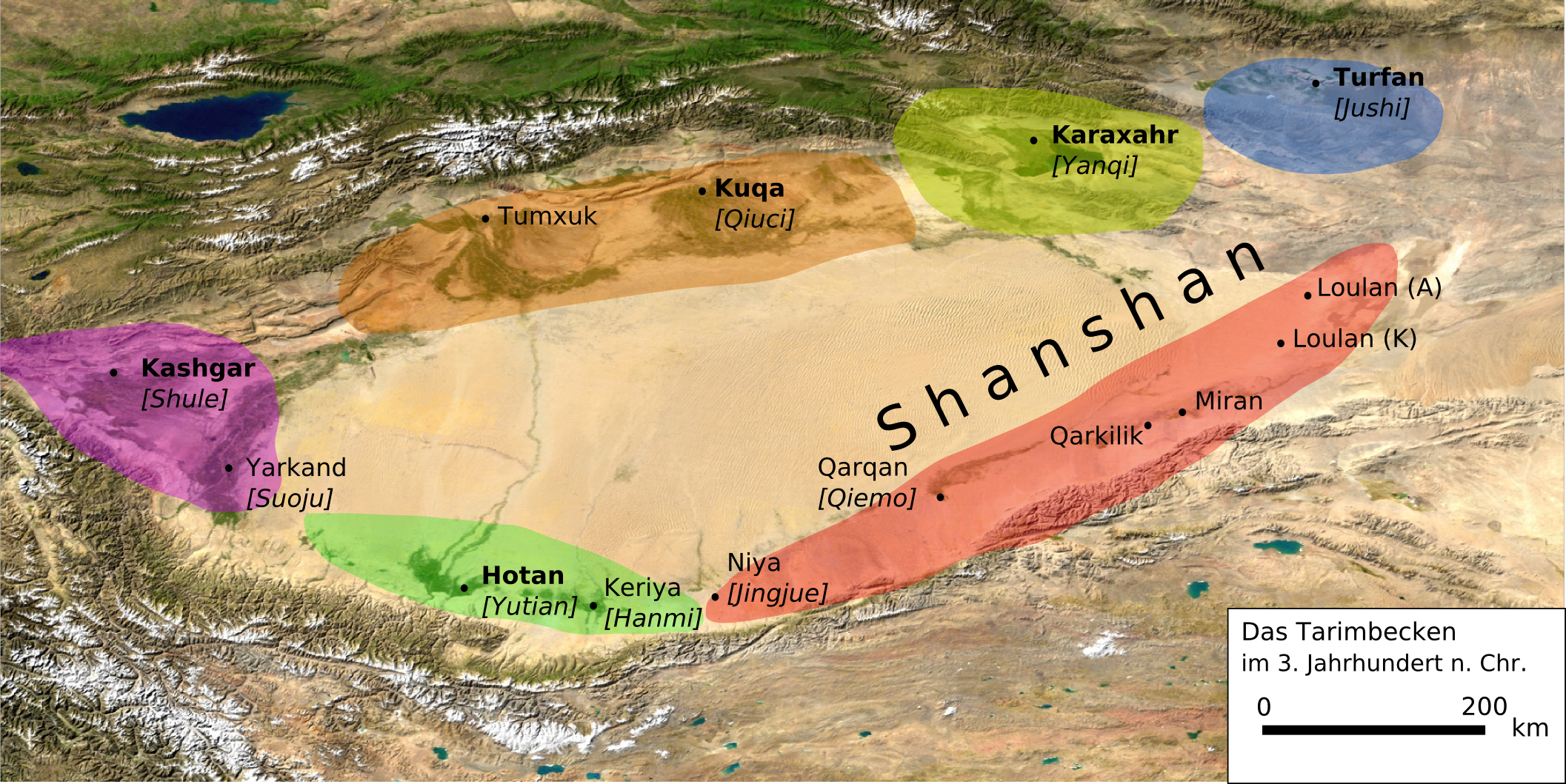
نقشه حوضه تاریم. محدوده پادشاهی ختن در جنوب این حوضه به رنگ سبز نمایش داده شده‌است.

پادشاهی خُتَن یک پادشاهی ایرانی از قوم سکایی بود که قلمرو آن در کناره جنوبی بیابان تکله‌مکان و در مسیر جاده ابریشم قرار داشت. این پادشاهی در حوضه تاریم قرار داشت که امروزه در غرب چین واقع شده است.
مردم ختن به زبان سکایی ختن، یک زبان ایرانی شرقی و زبان گنداری پراکریت، یک زبان هندوآریایی مرتبط با سانسکریت صحبت می‌کردند. در دوران‌های کهن‌تر زبان تخاری هم که از زبان‌های هندواروپایی بود در بخش‌های از حوضه تکله‌مکان رایج بوده است.
ختن با قرارگیری در یک واحه حاصلخیز، علاوه بر تولید و صادرات ابریشم و قالیچه، به دلیل داشتن مزارع توت و نیز تولید یشم و سفال‌گری به شهرت رسید. با وجود اهمیت اقتصادی این شهر به عنوان یک مرکز تجاری بزرگ بر روی جاده ابریشم و منبع قابل توجهی از یشم برای چین باستان، خود شهر ختن نسبتاً کوچک بود. وسعت شهر باستانی ختن که نخست در محلی به نام یوتکَن قرار داشت، حدود ۲٫۵ تا ۳٫۲ کیلومتر مربع تخمین زده می‌شود. شواهد باستان‌شناسی زیادی از این شهر باستانی به دلیل سده‌ها غارتگری گنج توسط مردم محلی از بین رفته است.
پادشاهی ختن در حدود هزار سال پابرجا بود تا این‌که در سال ۱۰۰۶ با حمله مسلمانان از میان رفت.

## موقعیت جغرافیایی
این واحه، عامل اصلی موفقیت و ثروت آن بود. در شمال ختن، یکی از خشک‌ترین و متروک‌ترین اقلیم‌های بیابانی روی زمین، بیابان تکله‌مکان، و در جنوبِ آن کوه‌های تا حدود زیادی خالی از سکنهٔ کونلون (قروم) قرار دارند. در سمت شرق، واحه‌های کمی آن‌سو تر از نیا وجود داشت که سفر را دشوار می‌کرد و فقط دسترسی از غرب نسبتاً آسان بود.
خُتن از رودخانه‌های یورونگ‌کاش و قره‌کاش آبیاری می‌شد که حوضهٔ تاریم را سیراب می‌کنند. این دو رودخانه مقادیر زیادی آب همراه خود می‌آورند که زندگی در آب و هوای به شدت خشک این منطقه را ممکن ساخته‌است. موقعیت مکانیِ ختن در کنار کوهستان، نه تنها آبیاری برای کشت‌وکار را میسر نمود، بلکه باروری زمین را نیز افزایش داد چرا که رودخانه‌ها شیب زمین را کاهش داده و رسوبات را در کناره‌های خود ته‌نشین می‌کردند و بدین‌ترتیب خاکی حاصلخیزتر به‌وجود می‌آوردند. این خاک بارورتر، بازدهی کشاورزی را که شهرت ختن را در غلات و میوه موجب شد، افزایش داد؛ بنابراین، نزدیکی به رشته‌کوه کونلون شریان حیاتی ختن بود و بدون آن، ختن به یکی از بزرگ‌ترین و موفق‌ترین شهرهای واحه‌ای در امتداد جاده‌های ابریشم تبدیل نمی‌شد.
پادشاهی ختن یکی از مملکت‌های کوچک متعدد در حوضه تاریم بود که شامل یارکند، لولان (شانشان)، تورفان، کاشغر، قره‌شهر، و کوچا می‌شد (سه مملکت آخر، همراه با ختن، چهار لشکرگاه را در زمان سلسلهٔ تانگ تشکیل می‌دادند). در سوی باختر، قلمروهای پادشاهی آسیای میانه یعنی سغد و بلخ قرار داشتند. قلمرو ختن توسط همسایگان قدرتمندی مانند امپراتوری کوشان، چین، تبت و برای مدتی شیونگنو احاطه شده بود، که همگی در دوره‌های مختلف نفوذ خود را بر ختن اعمال کرده یا درصدد اعمال آن بودند.

## پیشینه
پادشاهی ختن، یک قلمرو کهن بودایی از سکاهای ایرانی‌تبار بود که در امتداد شاخه جنوبی جاده ابریشم، در حاشیه شمالی بیابان وسیع تکله‌مکان در حوضه تاریم (ناحیه خودمختار سین‌کیانگ چین امروزی) قرار داشت. پایتخت باستانی آن در ابتدا در غرب ختن امروزی، در منطقه‌ای به نام یوتکن بنا شده بود. از دیرباز، حوضه تاریم محل سکونت گروه‌های مختلفی از گویندگان زبان‌های هندواروپایی مانند تخاری‌ها و سکایی‌ها بود. یشم ختن مدتها قبل از تأسیس شهر به چین صادر می‌شد، چنان‌که از اشیاء ساخته شده از یشم ختن در مقبره‌های سلسله‌های شانگ (یین) و ژو یافت شده‌است. تصور می‌شود که تجارت یشم توسط یوئژی‌ها تسهیل شده باشد.
از زمان سلسله هان تا دست‌کم سلسله تانگ، شهر ختن در زبان چینی با نام یوتیان شناخته می‌شد. این پادشاهی عمدتاً بودایی به مدت بیش از هزار سال دوام آورد تا اینکه در سال ۱۰۰۶ میلادی، طی روند اسلامی‌سازی و ترک‌سازی منطقه سین‌کیانگ، به دست خانات مسلمان آل افراسیاب تسخیر شد.

## افسانه‌های بنیان‌گذاری ختن
افسانه‌های متعددی دربارهٔ بنیان‌گذاری شهر ختن، پایتخت پادشاهی باستانی سکایی، وجود دارد. اما توجه به این نکته ضروری است که این افسانه‌ها نه روایت‌های هم‌زمان و دست اول، بلکه داستان‌هایی هستند که قرن‌ها پس از تأسیس این پادشاهی نوشته شده‌اند. این داستان‌ها در سفرنامهٔ زائر چینی، شوان‌زانگ، و ترجمه‌های تبتی اسناد ختنی به چشم می‌خورند.
هر چهار روایت، بنیان‌گذاری شهر را به سده سوم پیش از میلاد و گروهی از هندی‌ها در زمان سلطنت آشوکا نسبت می‌دهند. در یکی از این روایات، گفته می‌شود که اشراف قبیله‌ای در تاکسیلا، که خود را از نسل ایزد وایشراوانا می‌دانستند، کونالا، پسر آشوکا، را کور کردند. امپراتور موریایی آن‌ها را به مجازات به شمال هیمالیا تبعید کرد و آن‌ها در ختن ساکن شدند و یکی از خود را به عنوان پادشاه برگزیدند. اما بعداً با گروهی از چین درگیر جنگ شدند و رهبر چینی بر آن‌ها پیروز شد و دو گروه به هم پیوستند.
در روایت دیگری، خود کونالا تبعید شده و ختن را پایه‌گذاری می‌کند.
این افسانه‌ها به احتمال وجود مهاجران از شمال غربی هند و چین در ختن اشاره دارند و شاید دودستگی شهر به بخش‌های شرقی و غربی از زمان سلسله هان را توضیح دهند. با این حال، برخی دیگر معتقدند که این افسانه ساختگی است، چرا که جمعیت ایرانی‌تبار را نادیده می‌گیرد و هدف آن صرفاً توضیح تأثیرات هندی و چینی موجود در ختن سده هفتم میلادی است.
شوان‌زانگ معتقد بود که قدرت سلطنتی از زمان تأسیس ختن به‌طور پیوسته دست به‌دست شده‌است و شواهد نشان می‌دهد که پادشاهان ختن از حداقل قرن سوم میلادی از لقبی با ریشه ایرانی استفاده می‌کردند که این احتمال را مطرح می‌کند که آن‌ها به زبان ایرانی صحبت می‌کرده‌اند.
در دهه ۱۹۰۰، اورل اشتاین، اسناد پراکریتی نوشته شده به خط خروشتی در نیا را کشف کرد و با استناد به افسانهٔ بنیان‌گذاری ختن، ادعا کرد که این افراد از حوضه تاریم مهاجران هندی از تاکسیلا بودند که ختن را تسخیر و مستعمره کردند. اما استفاده از پراکریت می‌تواند میراثی از نفوذ امپراتوری کوشان باشد.
افرون بر این، تأثیراتی از یونان نیز در ختن اولیه وجود داشت. آثاری مانند هنر هلنیستی در نقاط مختلف حوضه تاریم، مانند پرده‌های دیواری سامپول نزدیک ختن، پرده‌های دیواری با تصویر هرمس و پگاسوس در لولان و سفال‌هایی که شاید حاکی از تأثیر پادشاهی هلنیستی بطلمیوس در مصر باشند، گواه این تأثیرگذاری هستند؛ بنابراین، یک پیشنهاد این است که مهاجران اولیه منطقه ممکن است مردمی با نژادهای مختلف از شهر تاکسیلا به رهبری یک رهبر یونانی-سکا یا هندویونانی بوده‌اند که با استفاده از سازمان‌های اداری و اجتماعی پادشاهی یونانی-باختری ختن را تأسیس کرده‌اند.
کاوش‌های باستان‌شناسی و بررسی‌های بیشتر می‌توانند به روشن شدن حقایق تاریخی و رمزگشایی از این افسانه‌ها کمک کنند.

## ورود ایرانی‌تباران سکایی
اسناد به دست آمده از ختن در قرون بعدی نشان می‌دهند که مردم این سرزمین به زبان سکایی ختن، یک زبان ایرانی شرقی که ارتباط نزدیکی با زبان سغدی داشت، صحبت می‌کردند. زبان سکایی به عنوان یک زبان هندواروپایی، ارتباط دورتری با زبان‌های تخاری (همچنین با نام اگنی-کوچانی شناخته می‌شود) داشت که در مناطق مجاور حوضه تاریم رایج بود. زبان سکایی همچنین ویژگی‌های منطقه‌ای مشترکی با زبان تخاری داشت. زمان دقیق ورود مردمان سکا به منطقه ختن مشخص نیست.
شواهد باستان‌شناسی از پرده دیواری سامپول واقع در نزدیکی ختن ممکن است نشان‌دهنده وجود یک جمعیت محلی سکایی در آخرین ربع هزاره اول قبل از میلاد باشد، اگرچه برخی معتقدند آن‌ها ممکن است تا بعد از تأسیس شهر به آنجا نقل مکان نکرده باشند. احتمال دارد سکایی‌ها زودتر در بخش‌های دیگر حوضه تاریم ساکن شده باشند - حضور مردمی که گمان می‌رود سکایی باشند در منطقه کریا در یومولاک‌قوم (حدود ۲۰۰ کیلومتر شرقی ختن) که احتمالاً به اوایل قرن هفتم قبل از میلاد بازمی‌گردد، یافت شده‌است.
مردم سکا در متون چینی باستان با نام سای (塞) شناخته می‌شدند. این متون نشان می‌دهند که آن‌ها در ابتدا در دره‌های رودهای ایلی و چو در قرقیزستان و قزاقستان امروزی ساکن بودند. در کتاب هان چین، این منطقه «سرزمین سای»، یعنی سرزمین سکایی‌ها، نامیده می‌شود.
طبق نوشته‌های تاریخ‌نگار چینی، سیما چیان، یوئژی‌های هندواروپایی، که در ابتدا از منطقه بین تنگری‌تاغ (تیان شان) و دونگ‌هوانگ گانسو، چین آمده بودند، در ۱۷۷–۱۷۶ قبل از میلاد توسط نیروهای حاکم شیونگ‌نو، مودو چانیو، مورد حمله قرار گرفته و مجبور به فرار از دالان هِکسی گانسو شدند. در مقابل، یوئژی‌ها مسئول حمله و فشار به سای (یعنی سکا) به سمت جنوب بودند. سکایی‌ها حدوداً در ۱۴۰ قبل از میلاد از رود سیردریا به سرزمین باختر (بلخ) عبور کردند. بعداً، سکایی‌ها همچنین به شمال هند و همچنین سایر مکان‌های حوضه تاریم مانند ختن، قره‌شهر (یانچی)، یارکند (شاچه) و کوچا (چیوچی) نقل مکان کردند.
یک پیشنهاد این است که سکایی‌ها در پادشاهی یونانی-باختری «یونانی‌مآب» شدند، و اینکه این گروه از سکاها، یا یک گروه قومی مختلط یونانی-سکایی به یارکند و ختن مهاجرت کردند، یا مهاجرت، کمی زودتر از تاکسیلا در پادشاهی هندویونانی صورت گرفته بود.
اسناد نوشته‌شده به زبان پراکریت متعلق به قرن سوم میلادی از شهر شانشان نشان می‌دهد که به پادشاه ختن لقب «هیناجها» (یعنی «سردار کل») داده می‌شد، که به‌طور مشخص کلمه‌ای با ریشه ایرانی معادل عنوان سانسکریت «سنپاتی» است. به گفته استاد فقید مطالعات ایرانی، رونالد ای. امِریک (درگذشته به سال ۲۰۰۱)، این مورد، همراه با این واقعیت که دوره‌های سلطنت ثبت‌شده پادشاهان با واژه ایرانی ختنی «کشونا» (kṣuṇa) بیان می‌شد، «حاکی از ارتباطی قدیمی بین ساکنان ایرانی و قدرت سلطنتی است». او معتقد است که فرمان‌های سلطنتی ختن، متعلق به قرن دهم به زبان سکایی ختنی نوشته شده «احتمالاً نشان می‌دهد که حاکم ختن به زبان ایرانی صحبت می‌کرد». علاوه بر این، او دربارهٔ نام اولیه ختن توضیح داد:
«نام ختن با املاهای مختلف تأیید شده‌است که قدیمی‌ترین شکل آن «هوَتَنَه» است، در متونی که تقریباً از قرن هفتم تا دهم پس از میلاد به زبانی ایرانی که خود نویسندگان آن را «هوَتَنَه» می‌نامیدند، نوشته شده‌است. همین نام همچنین در دو گویش ایرانی به هم مرتبط دیگر، یعنی سغدی و تُمشُقی، نیز مشاهده می‌شود… بنابراین تلاش‌هایی که برای توضیح آن به عنوان واژه‌ای ایرانی انجام شده‌است، این از نظر تاریخی مهم است.
اسناد بعدی به زبان سکایی ختن، از متون پزشکی گرفته تا ادبیات بودایی، در ختن و تمشق (شرق کاشغر) یافت شده‌است. اسناد مشابهی به زبان سکایی ختنی که قدمت آن عمدتاً به قرن دهم می‌رسد در دوروان (دونهوانگ) یافت شده‌است.

## دوران اولیه
اطلاعات تاریخی دربارهٔ ختن در دوران اولیه اندک و پراکنده‌است، اما دو منبعِ گوناگون تصویری کلی از این دوره به دست می‌دهند:
- پیشگویی‌های سرزمین لی:

این متنِ مربوط به تبتی‌ها که به قرن هشتم پس از میلاد بازمی‌گردد، ادعا می‌کند که پادشاه ختن به نام ویجیا کریتی در قرن دوم پس از میلاد به کانیشکا، فرمانروای بزرگ امپراتوری کوشان در آسیای جنوبی، در فتحِ ساکِت، شهری کلیدی در سرزمین‌های میانه هند، کمک کرده‌است. متن همچنین به ساخت معبدی موسوم به سِرو-نو اشاره می‌کند که به گفتهٔ متن، با الهام از حضور تجسم‌های الهه مانجوشری از سوی پادشاه ساخته شده‌است.
این روایت نشان می‌دهد که احتمالاً ختن با امپراتوری کوشان، که خود توسط مردم یوئژی، خویشاوندان احتمالی سکایی‌های ختن، تأسیس شده بود، نوعی ارتباط سیاسی یا مذهبی داشته‌است.
- کتاب هان:

این منبع چینی متعلق به سده اول میلادی، جمعیت شهر ختن را در مقطعی بین سال‌های ۱۲۵ پیش از میلاد تا ۲۳ پس از میلاد، حدود ۳۳۰۰ خانوار، ۱۹۳۰۰ نفر و ۲۴۰۰ رزمنده تخمین می‌زند.

## خُتَن در دوره هان شرقی
سکه‌های ضرب‌شده در قرن اول میلادی نشان از پیوندهای فرهنگی این سرزمین با هند و چین در این دوره دارد. این سکه‌ها دارای حکاکی هم‌زمان به خط خروشتی به زبان گنداری پراکریت (از زبان‌های میانه شمال غربی هند) و به زبان چینی بودند.
در سده اول میلادی، قدرت پادشاهی ختن رو به فزونی گذاشت. اگرچه در ابتدا تحت سیطره پادشاهی یارکند بود، اما به سال ۲۵ تا ۵۷ میلادی با شورش علیه یارکند نه تنها مستقل شد، بلکه قلمرو این همسایه خود و بخشی از مسیر کاروان‌رو جاده ابریشم جنوبی را تا کاشغر تصرف کرد. با توسعه بازرگانی جاده ابریشم، شهر اصلی ختن رشد فزاینده‌ای را تجربه کرد.
طی فرمانروایی امپراتور مینگ از سلسله هان شرقی (۵۸ تا ۷۶ میلادی) سردار ختنی «شیومو با» علیه حکومت یارکند سر به شورش برداشت و در سال ۶۰ میلادی خود را شاه یوتیان (ختن) خواند. پس از مرگ او، پسر برادرش گوانگده به سال ۶۱ میلادی ابتدا بر حکومت یارکند چیره شد و سپس این پادشاهی به اوج شکوه خود رسید. در آن دوره سیزده پادشاهی کوچک‌تر از نیا در شمال غرب منطقه تا کاشغر تحت امر او بودند. پادشاهی شان‌شان (حوزه لوپ نور با مرکزیت چارکلیک) نیز در آن دوران به‌موازات رونق ختن قدرت پیدا کرده بود. در بخش شرقی کوه‌های پامیر (کُنگلینگ قدیم) همین دو حکومت شان‌شان و ختن مهم‌ترین و بزرگ‌ترین پادشاهی‌های مستقل در مسیر جاده ابریشم محسوب می‌شدند.
روابط دوجانبه با سلسله هان چین تا جایی پیش رفت که پادشاه گوانگده در سال ۷۳ میلادی سلطنت و اقتدار این خاندان را به رسمیت شناخت. در آن زمان ختن روابطی با قوم جنگجوی شیونگنو داشت. این قوم، که در منابع فارسی تحت عنوان هون‌ها مطرح می‌شوند، در زمان امپراتور مینگ سلسله هان بارها ختن را هدف تاخت‌وتاز قرار می‌دادند و دربار ختن را برای حفظ موقت صلح مجبور به پرداخت خراج‌هایی سنگین در قالب ابریشم و قالی می‌کردند. «بان چائو» یک افسر نظامی بلندپایه چینی در زمان حضورش در دربار ختن با بی‌مهری پادشاه وقت مواجه شد. کاهن دربار به پادشاه پیشنهاد کرد تا اسب ممتاز بان چائو را از او طلب کند. بان چائو در واکنشی ناگهانی کاهن را درجا کشت. این رفتار شجاعانه باعث شد تا پادشاه ختن تحت تأثیر قرار بگیرد، فرستاده شیونگنوها را نیز از میان بردارد و وفاداری کامل خود را به سلسله هان اعلام کند.
تحت نفوذ خاندان هان، جمعیت ختن بیش از چهار برابر افزایش یافت. «کتاب هان پسین»، از مهم‌ترین تواریخ رسمی چین دوره هان که تاریخ سال‌های ۶ تا ۱۸۹ میلادی را بازگو می‌کند این‌گونه جمعیت ختن را توصیف می‌کند:
«مرکز اصلی پادشاهی یوتیان (ختن) شهر شیچِنگ (یعنی شهر غربی یا همان یوتکَن) است. فاصله این شهر با اقامتگاه دبیر اعظم (در لوکچون) حدود ۵۳۰۰ لی (۲۲۰۴ کیلومتر) و از لوئویانگ (یکی از پایتخت‌های دودمان هان) ۱۱۷۰۰ لی (۴۸۶۵ کیلومتر) است. ۳۲۰۰۰ خانوار، ۸۳۰۰۰ سکنه و بیش از ۳۰ هزار مرد آماده نبرد جمعیت این سرزمین را تشکیل می‌دهند.»
با افول تدریجی دودمان هان، نفوذ چین بر ختن و به‌طورکلی ناحیه غربی نیز فروکش کرد.

## دودمان تانگ

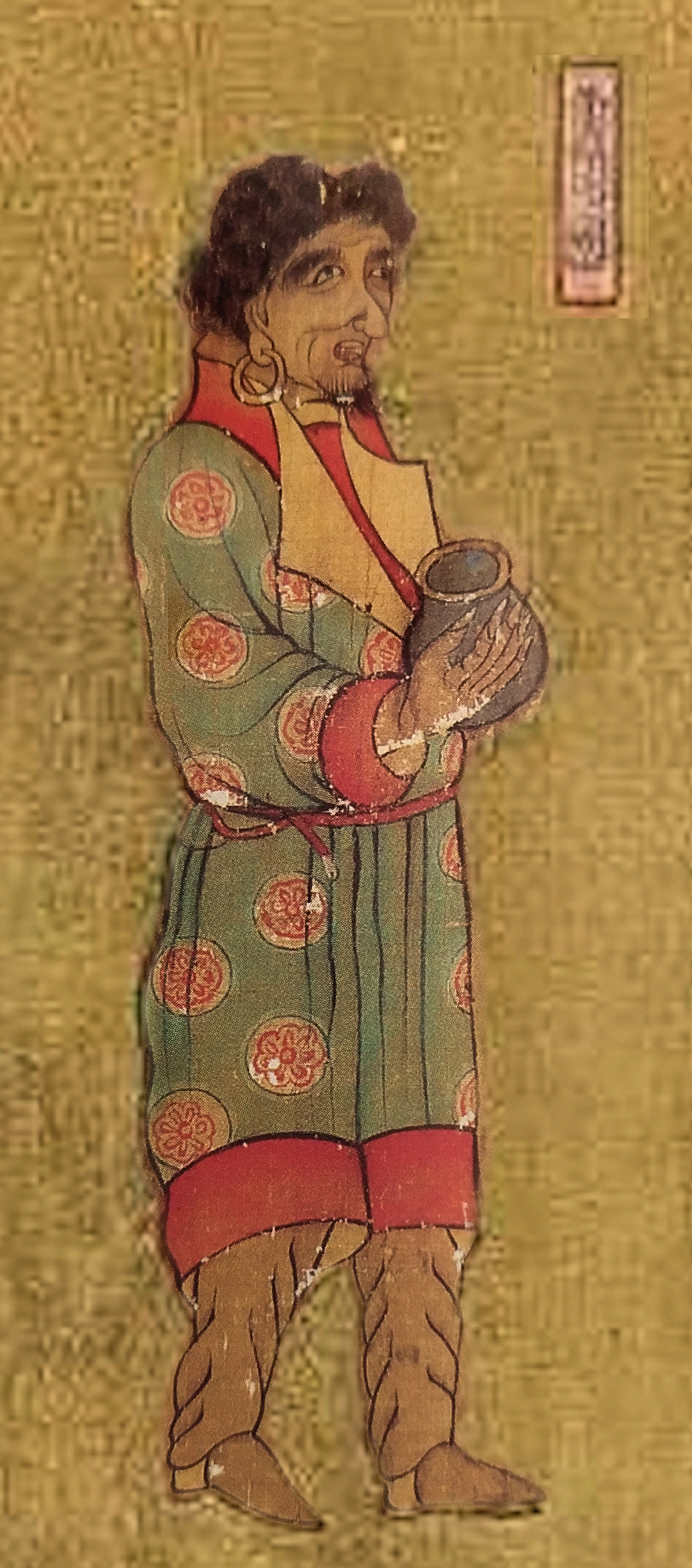
مردی از ختن در حال بازدید از دربار چینی سلسله تانگ، در وانگویتو در حدود سال ۶۵۰ پس از میلاد.

لشکرکشی دودمان تانگ علیه سرزمین‌های واحه‌ای در سال ۶۴۰ پس از میلاد آغاز شد که طی آن ختن نیز تسلیم امپراتور تانگ گشت. در همین راستا «چهار لشکرگاه آنشی» تأسیس شد که یکی از آنها در ختن مستقر بود.
تبتی‌ها متعاقباً چینی‌ها را شکست دادند و کنترل چهار لشکرگاه را به دست گرفتند. ختن برای اولین بار در ۶۶۵ به تصرف آنها درآمد و ختنی‌ها به تبتی‌ها در فتح آق‌سو کمک کردند. سلسله تانگ چین بعداً در سال ۶۹۲ کنترل را دوباره به دست گرفت، اما پس از اینکه توانش توسط شورش آن لوشان به شدت به سستی گرایید، سرانجام سیطره بر کل مناطق غربی را از دست داد.
پس از سلسله تانگ، ختن با حاکمان دون‌هوانگ اتحاد تشکیل داد. جوامع بودایی دون‌هوانگ و ختن مشارکت نزدیکی داشتند و ازدواج‌های متقابل میان حاکمان این دو منطقه صورت می‌گرفت. همچنین غارهای موگائو در دونهوانگ (دوروان) و نیایشگاه‌های بودایی توسط خاندان سلطنتی ختن تأمین مالی و حمایت می‌شدند.
ختن در سال ۷۹۲ توسط امپراتوری تبت فتح شد اما در سال ۸۵۱ استقلال خود را به دست آورد.
نخستین پادشاه مستقل ثبت‌شده ختن پس از دوران تبتی‌ها، ویشا سامباوا بود که از نام چینی لی شنگتیان استفاده می‌کرد و مدعی بود از نوادگان خاندان پادشاهی دودمان تانگ است. ویشا سامباوا در حالی که از عنوان هندی «شیرشاه» (راجاسیمها) و عنوان پادشاهی «شاهنشاه» به تقلید از شاهنشاهان ایران بهره می‌برد، در اسناد دربار ختن به زبان چینی خود را هوانگدی (امپراتور) می‌نامید و کلاه‌ها و جامه‌هایی به سبک چینی می‌پوشید. پسرش، ویشا سورا، از عنوان ترکیبی «شاهنشاه چین» (به زبان سکایی: caiga rāṃdānä rrādi) استفاده کرد. خود را در تصاویر شبیه به یک امپراتور چینی نشان داد، و از فرامین امپراتوری به سبک چینی با نشان (چی 勑) به معنای «فرمان» که تقلیدی از فرمان‌های خاندان‌های تانگ و سونگ است، استفاده می‌کرد. در مُهر مُدرج به خط پخته او نوشته شده بود «پسر بهشتی هان، از ختن بزرگ» (大于闐漢天子)".

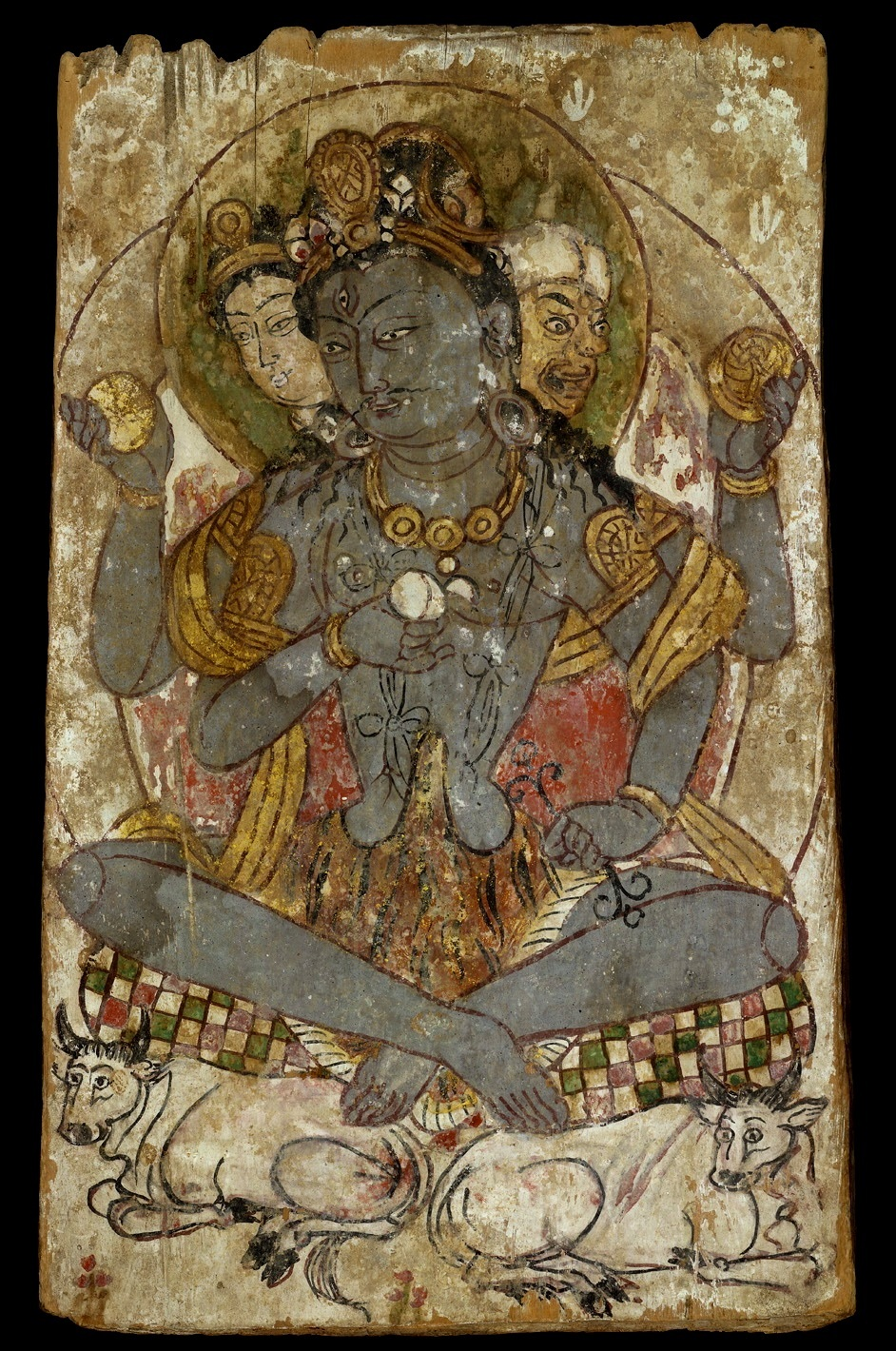
تصویر یک شخصیت اسطوره‌ای هندی بر یک روی تابلوی نقاشی شده، احتمالاً تصویر شیوا. اثر هنرمند ختنی ویشه ایره‌سنگه یا پدرش ویشه بَیسونه، مربوط به قرن ۷
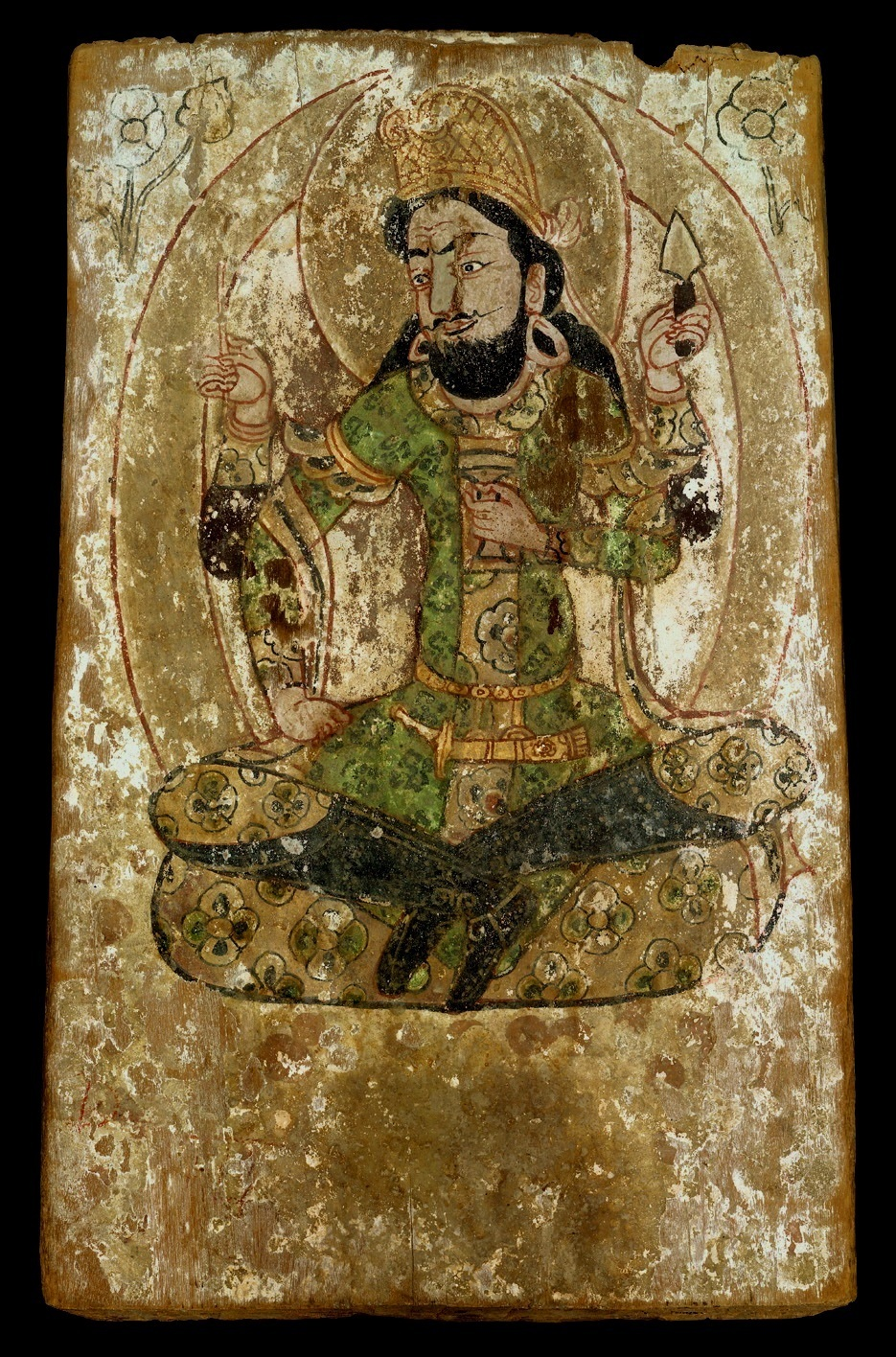
تصویر یک شخصیت اسطوره‌ای ایرانی بر روی دیگر تابلوی نقاشی شده، احتمالاً تصویر قهرمان افسانه‌ای رستم اثر هنرمند ختنی ویشه ایره‌سنگه یا پدرش ویشه بَیسونه، مربوط به قرن ۷
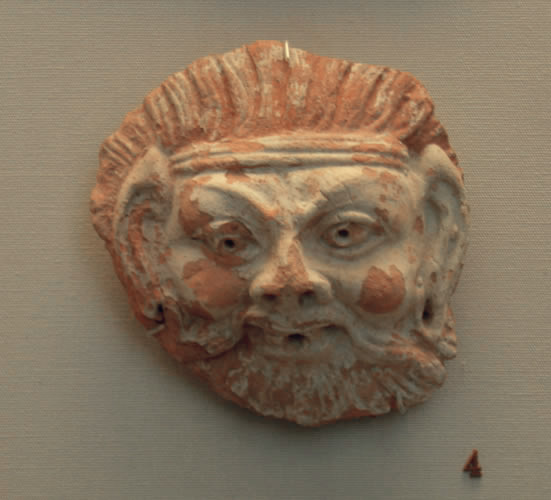
صورت عجیب و غریب، ساخته شده از گچ، مربوط به قرن‌های ۷-۸ میلادی  که در ختن پیدا شده‌است
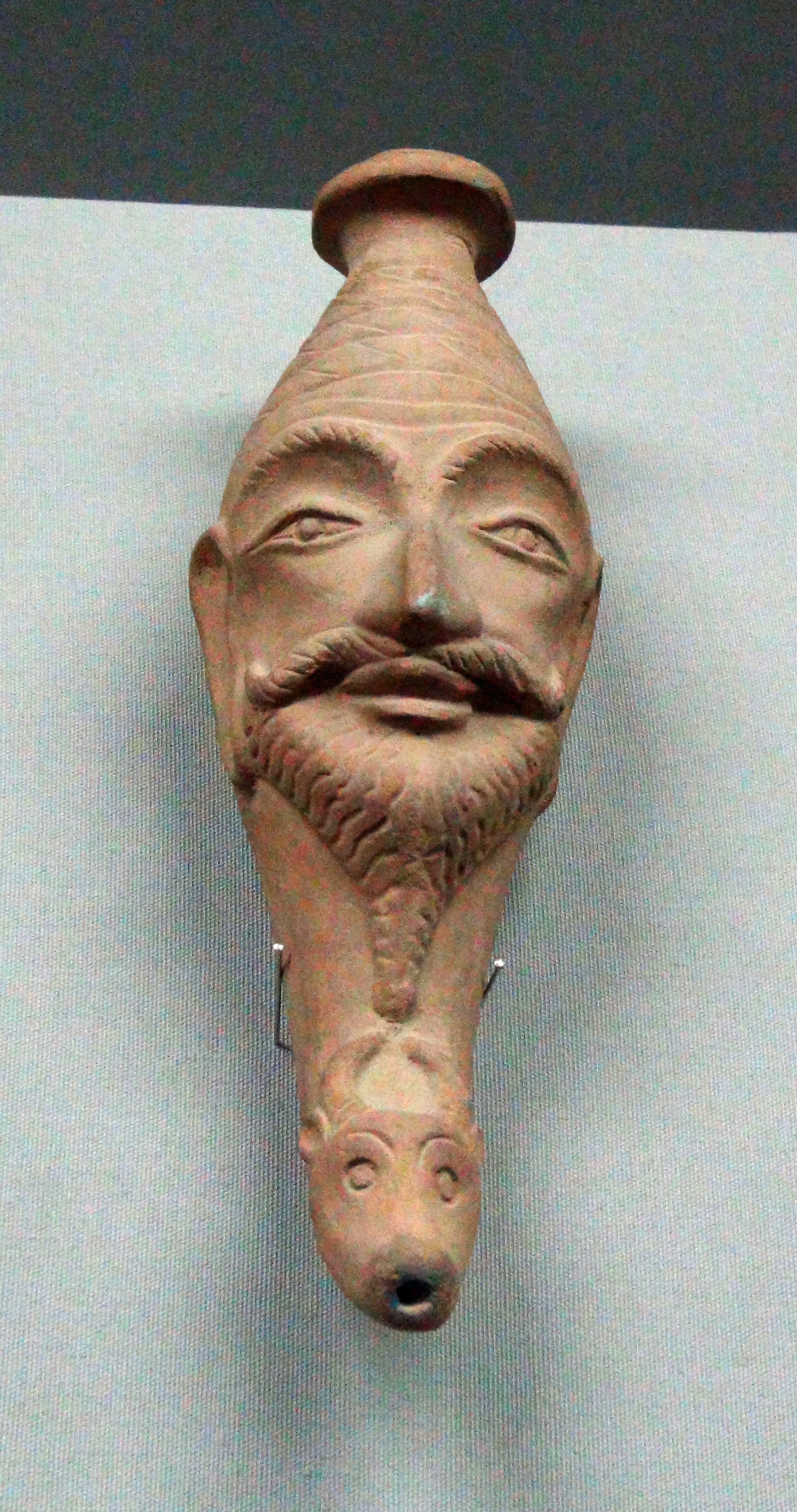
ظروف سفالی طرح  سر انسان و گاو،  مربوط به سلسله تانگ. از موزه فرهنگ ختن، چین

## تسخیر ختنِ بودایی به‌دست ترکان مسلمان

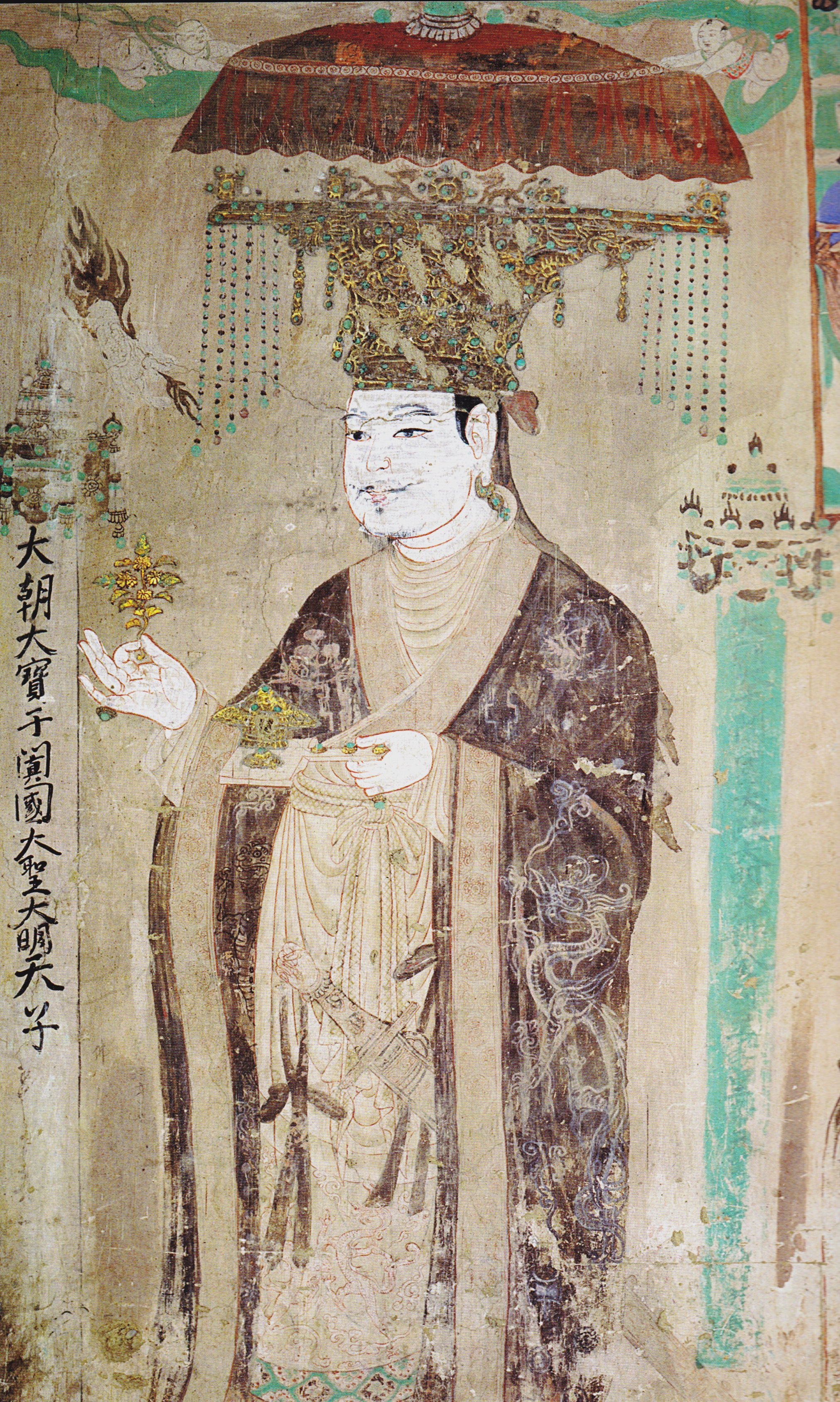
پرتره ویشا سامبهاوا، پادشاه سده دهم ختن در غارهای موگائو، دون‌هوانگ، استان گانسو.

در سده دهم میلادی، پادشاهی بوداییِ سَکاهای ایرانی‌تبار ختن تنها دولت‌شهر واقع در حوضه تاریم بود که هنوز توسط ترک‌های اوغوزِ بودایی در فرمانروایی قوچو یا ترک‌های مسلمان قراخانی فتح نشده بود. در اواخر این سده، ختن درگیر مبارزه با قراخانیان مسلمان شد. فتوحات اسلامی شهرهای بودایی در شرق کاشغر با گرویدن سلطان ستوق بغراخان، خانِ قراخانی، به اسلام در سال ۹۳۴ آغاز شد. ستوق بغراخان و پس از او پسرش موسی تلاش‌هایشان را در جهت تبلیغ اسلام در میان ترکان و نیز لشکرکشی به دیگر مناطق متمرکز کردند. و بدین شکل بود که جنگی طولانی میان کاشغر اسلامی و ختن بودایی آغاز شد. گفته می‌شود علی ارسلان، برادرزاده یا نوه ستوق بغراخان، طی نبرد با بوداییان کشته شد.
ختن برای مدت کوتاهی در سال ۹۷۰ کاشغر را از قراخانیان گرفت. برطبق اسناد چینی، پادشاه ختن برای نشان‌دادن حسن نیت، «فیلی رقصنده»، غنیمت گرفته‌شده از کاشغر، را به دربار چین پیشنهاد کرد.
روایتی از جنگ میان قراخانیان و ختن در «تذکره چهار امام مقتول» آمده‌است. این اثر در بازه زمانی ۱۷۰۰ تا ۱۸۴۹ در آلتی‌شهر (شش‌شهر که کاشغریه هم نامیده می‌شد) به زبان ترکی شرقی (اویغوری امروزی)، احتمالاً برپایه سنت شفاهی کهن‌تر تألیف شد. کتاب داستانی در خود دارد از چهار امام از شهر مدائن (در عراق امروزی) که به یوسف قدرخان، رهبر قراخانیان برای فتح ختن، یارکند و کاشغر یاری رساندند. سال‌ها جنگ درگرفت، چنان‌که به نوشته این تذکره، «خون همچون جیحون روان شد» و «سرها بسان سنگ میدان نبرد را پوشاندند، تا زمانی‌که «کفار» مغلوب شده» و یوسف قدرخان و چهار امام آنان را به سمت ختن عقب راندند. گرچه پیش از پیروزی نهایی مسلمانان، امامان به دست بوداییان تعقیب و کشته شدند. امروزه مسلمانان محلی، این امامان را با وجود خاستگاه بیگانه‌شان، اولیای محل خود به‌شمار می‌آورند.
در سال ۱۰۰۶ میلادی، یوسف قدرخان، فرمانروای مسلمان قراخانی در کاشغر، ختن را فتح کرد و به حیات آن به عنوان دولتی بودایی و مستقل پایان داد. با وجود قطع روابط میان سلسله چینی سونگ و ختن به شکل مقطعی، سندی مربوط به سال ۱۰۶۳ حاکی از آن است که فرمانروای ختن خود را قراخان معرفی کرده که نشان‌دهنده سلطه قراخانیان بر ختن است.
گفته شده‌است که بوداییان در دون‌هوانگ، که از فتح ختن و پایان یافتن آیین بودا در آنجا بیمناک شده بودند، غار شماره ۱۷ غارهای موگائو را که حاوی نسخه‌های خطی دون‌هوانگ بود، برای محافظت از آنها مهر و موم کردند. نویسنده مسلمان ترک قراخانی، محمود کاشغری، یک شعر کوتاه به زبان ترکی در مورد این فتوحات ثبت کرده‌است:
| به ترکی:[۱۹][۲۰] kälginläyü aqtïmïz kändlär üzä čïqtïmïz furxan ävin yïqtïmïz burxan üzä sïčtïmïz | برگردان فارسی:[۱۸][۲۱][۲۲][۲۳] مانند سیل بر سرشان ریختیم، به شهرهایشان وارد شدیم، بتخانه‌هایشان را فروریختیم، بر سر بودا ریدیم! |
به گفته کاشغری که در قرن یازدهم نوشت، ساکنان ختن هنوز به زبان متفاوتی صحبت می‌کردند و زبان ترکی را به خوبی بلد نبودند. با این حال اعتقاد بر این است که زبان‌های ترکی تا پایان قرن یازدهم به زبان رایج در سراسر حوضه تاریم تبدیل شدند.
تا زمانی که مارکوپولو از ختن بازدید کرد، که بین سال‌های ۱۲۷۱ تا ۱۲۷۵ بود، گزارش داد که «همه ساکنان پیامبر اسلام را عبادت می‌کنند».

## گاه‌شمار تاریخ
- به نظر می‌رسد اولین ساکنان این منطقه بر اساس افسانه‌های بنیانگذاری آن، هندی‌هایی از امپراتوری موریا بوده‌اند.[۲]
- بنیان ختن زمانی اتفاق افتاد که گفته می‌شود کوشتنا، پسر آشوکا، امپراتور هندی که به امپراتوری موریا تعلق داشت- حدود ۲۲۴ سال قبل از میلاد در آنجا ساکن شد.[۲۹]
- حدود ۸۴ پیش از میلاد: گزارش‌ها حاکی از آن است که آیین بودا به ختن معرفی شد.[۳۰]
- حدود ۵۶ میلادی: شیان، پادشاه قدرتمند و مرفه یارکند، به ختن حمله کرد و آن را ضمیمه قلمرو خود ساخت. او یولین، پادشاه ختن را منتقل کرد تا سلطنت بر لیگوی را به عهده گیرد و برادر کوچکترش، ویشی را به عنوان پادشاه ختن منصوب کرد.
- ۶۱: ختن یارکند را شکست می‌دهد. بعد از این پیروزی ختن بسیار قدرتمند می‌شود و ۱۳ پادشاهی تسلیم ختن می‌شوند که اکنون، با شین شان به یکی از قدرت‌های اصلی در شاخه جنوبی جاده ابریشم تبدیل شده‌است.
- ۷۸: بان چائو، یک ژنرال چینی، پادشاهی (ختن) را تحت سلطه خود می‌گیرد.

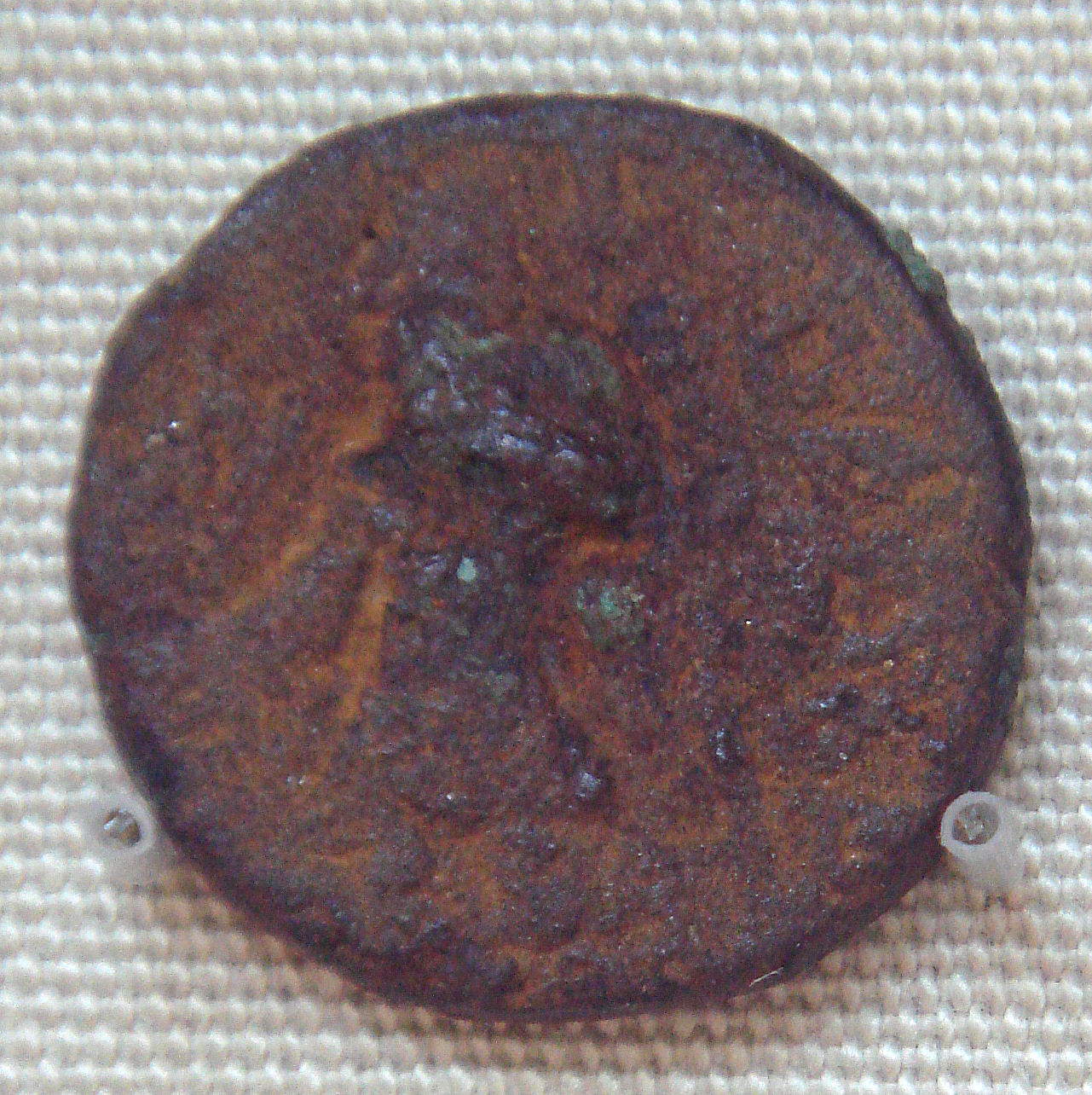
Bronze coin of Kanishka, found in Khotan.

- ۱۲۷: گفته می‌شود که ویجایا کریتی، پادشاه ختن، به کانیشکا امپراتور کوشان در فتح ساکیت در هند کمک کرده‌است.
- ۱۲۷: ژنرال چینی بان یونگ به کاراساهار حمله کرد و آن را تحت سلطه خود درآورد؛ و سپس کوخا، کاشغر، ختن، یارکند و سایر پادشاهی‌ها، در مجموع هفده امپراتوری، همگی تسلیم چین شدند.
- ۱۲۹: فانگ کیان، پادشاه ختن، پادشاه کریا، شینگ را کشت. او پسرش را به عنوان پادشاه کریا منصوب کرد. وی سپس یک فرستاده را برای باجگزاری به امپراتوری هان فرستاد. پادشاه چین جنایت پادشاه ختن را بخشید و به او دستور داد پادشاهی کریا را بازگرداند. فانگ کیان امتناع کرد.
- ۱۳۱: فانگ کیان، پادشاه ختن، یکی از پسرانش را برای خدمت و ارائه باج به قصر امپراتوری چین می‌فرستد.
- ۱۳۲: چینی‌ها پادشاه کاشغر، چنپان را فرستادند که با ۲۰۰۰۰ نفر به ختن حمله کرد و آنجا را شکست داد. او صدها نفر را سر برید، و سپاهیانش را تشویق به غارتگری کرد. چینی‌ها پادشاه کریا را برکنار کردند و چنگو از خاندان شینگ، پادشاه پیشین را مجدداً منصوب نمودند، وسپس بازگشتند.
- ۱۵۱: جیان، پادشاه ختن، توسط وانگ جینگ رئیس منشی سلطنتی هان کشته شد، که متعاقباً توسط ختنی‌ها کشته شد. آنگوئو، پسر جیان، بر تخت سلطنت نشست.
- ۱۷۵: آنگوئو، پادشاه ختن، به کریا حمله کرد و به‌طور قاطعانه ای آن را شکست داد. او پادشاه و بسیاری دیگر را کشت.[۳۱]
- ۱۹۵: «مناطق غربی» شورش کردند و ختن استقلال خود را به دست آورد.
- ۳۹۹: راهب زائر چینی، فاکسیان، از این سرزمین بازدید می‌کند و در مورد جامعه فعال بودایی آنجا گزارش می‌دهد.[۳۲]
- ۶۳۲: ختن به چین امپراتوری ادای احترام می‌کند و به یک دولت دست نشانده تبدیل می‌شود.
- ۶۴۴: راهب زائر چینی، هوانگ‌زانگ به مدت ۷ تا ۸ ماه در ختن می‌ماند و گزارشی مفصل از آن پادشاهی می‌نویسد.
- ۶۷۰: امپراتوری تبت به ختن (که اکنون به عنوان یکی از «چهار پادگان» شناخته می‌شود) حمله می‌کند و آن را فتح می‌کند.
- حدود ۶۷۰ تا ۶۷۳: ختن توسط وزیر تبتی مگار اداره می‌شود.
- ۶۷۴: پادشاه فودو شیونگ (ویجایا سانگراما چهارم)، خانواده و پیروانش پس از نبرد با تبتی‌ها به چین می‌گریزند. آنها قادر به بازگشت نیستند.
- حدود ۶۸۰ تا ۶۹۲: «آمچا خیمگ» به عنوان نایب السلطنه ختن حکومت می‌کند.
- ۶۹۲: چین تحت فرمانروایی وو زتیان پادشاهی ختن را از تبت بازپس می‌گیرد. ختن تحت حمایت قلمروی چین قرار می‌گیرد.
- ۷۲۵: یوچی تایو (ویجایا دارما سوم) به دلیل تبانی با ترک‌ها توسط چینی‌ها گردن زده می‌شود. یوچی فوشیزان (ویجایا سامباوا دوم) توسط چینی‌ها بر تخت نشانده می‌شود.
- ۷۲۸: امپراتور چین رسماً عنوان «پادشاه ختن» را به یوچی فوشیزان (ویجایا سامباوا دوم) اعطا می‌کند.
- ۷۳۶: فودو دا (Vijaya Vāhana the Great) جانشین یوچی فوشیزان می‌شود و امپراتور چین یک عنوان به همسر او اعطا می‌کند.
- حدود ۷۴۰: پادشاه یوچی گویی ((bo|w=btsan bzang btsan la brtan}}) جانشین فودو دا (ویجایا وهانا) می‌شود و آزار و اذیت بوداییان را آغاز می‌کند. راهبان بودایی ختنی به تبت می‌گریزند، جایی که همسر چینی پادشاه مس آگ تشومس به آنها پناه می‌دهد. اندکی بعد، ملکه در یک بیماری همه گیر آبله جان خود را از دست می‌دهد و راهبان مجبور به فرار به گندهاره می‌شوند.[۳۳]
- ۷۴۰: امپراتور چین عنوانی به همسر یوچی گویی اعطا می‌کند.
- ۷۴۶: «پیشگویی کشور لی» تکمیل شده و بعداً به تنگور تبتی اضافه می‌شود.
- ۷۵۶: یوچی شنگ حکومت را به برادر کوچکترش، شیهو (جابگو) یائو واگذار می‌کند.
- ۷۸۶ تا ۷۸۸: یوچی یائو هنوز در زمان بازدید زائر بودایی چینی وو کونگ از ختن در ۷۸۶ تا ۷۸۸ حکومت می‌کند.[۳۴]
- ۹۳۴: ویشا سامباوا با دختر کائو ییجین، حاکم مدار گویی از دوروان (دون‌هوانگ) ازدواج می‌کند.
- ۹۶۹: پسر پادشاه ویشا سامباوا به نام زونگچانگ برای باج گزاری مأموریتی به چین می‌فرستد.
- ۹۷۱: یک کشیش بودایی (جی شیانگ) نامه‌ای از پادشاه ختن به امپراتور چین می‌آورد که در آن پیشنهاد ارسال یک فیل رقصنده را داده‌است که از کاشغر اسیر کرده بود.
- ۱۰۰۶: ختن توسط یوسف قدرخان مسلمان، برادر یا پسر عموی حاکم مسلمان کاشغر و بالاساغون تصرف شد.[۳۵]
- بین ۱۲۷۱ و ۱۲۷۵: مارکوپولو از ختن بازدید می‌کند.[۳۶]

## فهرست فرمانروایان
نکته: برخی نام‌ها بر اساس متن‌های باستانی چینی به شیوه تلفظ ماندارین امروزی ارائه شده‌اند و دوره زمانی حاکمان بر اساس سال میلادی است.
- یو لین - ۲۳ قبل از میلاد
- جون ده - ۵۷ قبل از میلاد
- گورگامویا - ۳۰ تا ۶۰ میلادی
- شیو موبا - ۶۰ میلادی
- گوانگ ده - ۶۰ میلادی
- ویجایا کریتی (فانگ چیان) - ۱۱۰ میلادی
- جیان - ۱۳۲ میلادی
- آن گوئو - ۱۵۲ میلادی
- چیو رِن - ۴۴۶ میلادی
- پولو دوم - ۴۷۱ میلادی
- سانگراما سوم (سانجولومو) - ۴۷۷ میلادی
- شه دولو - ۵۰۰ میلادی
- ویشا یوچی - ۵۳۰ میلادی
- ویجایاوَردَنا (بِی شیلیان)[۳۷] - ۵۹۰ میلادی
- ویشا وومی - ۶۲۰ میلادی
- فودو شین - ۶۴۲ میلادی
- ویجایا سانگراما چهارم (فودو شیونگ) - ۶۶۵ میلادی
- ویشوَجِیتا (ویشا جینگ) - ۶۹۱ میلادی
- ویجایا دارما سوم (ویشا تیاو) - ۷۲۴ میلادی
- ویجایا سامباوا دوم (فو شیژان) - ۷۲۵ میلادی
- ویجایا واهانا بزرگ (فودو دا) - ۷۳۶ میلادی
- ویشا گویی - ۷۴۰ میلادی
- ویشا شنگ - ۷۴۵ میلادی
- ویشوَواهانا (ویشا واهان) - ۷۶۴ میلادی
- ویشا کیریتی - ۷۹۱ میلادی
- ویشا چیه - ۸۲۹ میلادی
- ویشوَناندا (ویشا ناندا) - ۸۴۴ میلادی
- ویشا وانا - ۸۵۹ میلادی
- ویشا پیکیلومو - ۸۸۸ میلادی
- ویشا سمبوه - ۹۱۲ میلادی
- ویشا شُورا - ۹۶۷ میلادی
- ویشا دارما - ۹۷۸ میلادی
- ویشا سانگراما - ۹۸۶ میلادی
- ویشا ساجِمایی - ۹۹۹ تا ۱۰۰۶ میلادی

## آیین بودا
پادشاهی ختن یکی از مراکز اصلی آیین بودا بود و تا قرن یازدهم، اکثریت قریب به اتفاق جمعیت را بوداییان تشکیل می‌دادند. در ابتدا مردم این قلمرو پیرو آیین بودا نبودند و گفته می‌شود که بوداگرایی در زمان سلطنت ویجایاسامباوا در سده نخست پیش از میلاد، یعنی حدود ۱۷۰ سال پس از بنیادگذاری ختن، در این منطقه پذیرفته شد. با این حال، گزارشی از ژنرال هان بان چائو نشان می‌دهد که مردم ختن در سال ۷۳ میلادی هنوز به نظر می‌رسیدند که مزدیسنا یا شمنیسم را پیروی می‌کنند. پسر او بان یونگ که مدتی را در مناطق غربی گذراند نیز به آیین بودایی در آنجا اشاره‌ای نکرده‌است. در غیاب هنر بودایی در منطقه قبل از آغاز ساسانیان، همچنین پیشنهاد شده‌است که بودیسم ممکن است تا نیمه دوم قرن دوم پس از میلاد در این منطقه پذیرفته نشده باشد.
این پادشاهی عمدتاً با شاخهٔ مهایانه در آیین بودا مرتبط است. به گفته زائر چینی فاسیان که در سده چهارم از ختن گذشت:
کشور، آباد و مردم پرشمارند و مردم بدون استثنا به دارمه ایمان دارند و با خنیاگری آیینی از یکدیگر پذیرایی می‌کنند. جامعه راهبان ده‌ها هزار نفر را شامل می‌شود که عمدتاً متعلق به آیین مهایانه هستند.
 از این نظر با کوچا، پادشاهی تحت تسلط شاخهٔ سراواکایانا در سمت بیابان، متفاوت بود. گزارش فاسیان از شهر می‌گوید که چهارده ویهارا بزرگ و کوچک زیادی داشت. بسیاری از زبان‌های خارجی، از جمله زبان چینی، سانسکریت، زبان‌های پراکریت، آپابرامسا و زبان تبتی کلاسیک در تبادلات فرهنگی استفاده می‌شدند.

## مسیحیت
بر اساس گزارشی از گردیزی، مورخ ایرانی قرن یازدهم، دو کلیسای نسطوری (مسیحیان سریانی شرقی) در قلمرو این پادشاهی در میانه‌های قرن پنجم تا یازدهم وجود داشته‌است. یک کلیسا در داخل شهر ختن و یکی در خارج از شهر قرار داشت. همچنین یک گورستان مسیحی در ختن پیدا شده‌است. در تذکرهٔ محمود کرم کابلی ثبت شده‌است که ختن در اواسط قرن دوازدهم توسط یک حاکم مسیحی اداره می‌شد. با وجود اینکه در ارزش تاریخی این «تذکره» شک وجود دارد، بارتولد اشپولر سندیت آن را پذیرفته‌است. یک صلیب مکشوفه در ختن، ساخت چین و یک کتیبهٔ یونانی، در دوره خانات جغتای (دوره مغول) از ختن خریداری شده بود. همچنین اشاره‌ای مبنی بر مسیحیت در یک متن ختنی، توسط رونالد امریک اثبات شده‌است.

## زندگی اجتماعی و اقتصادی

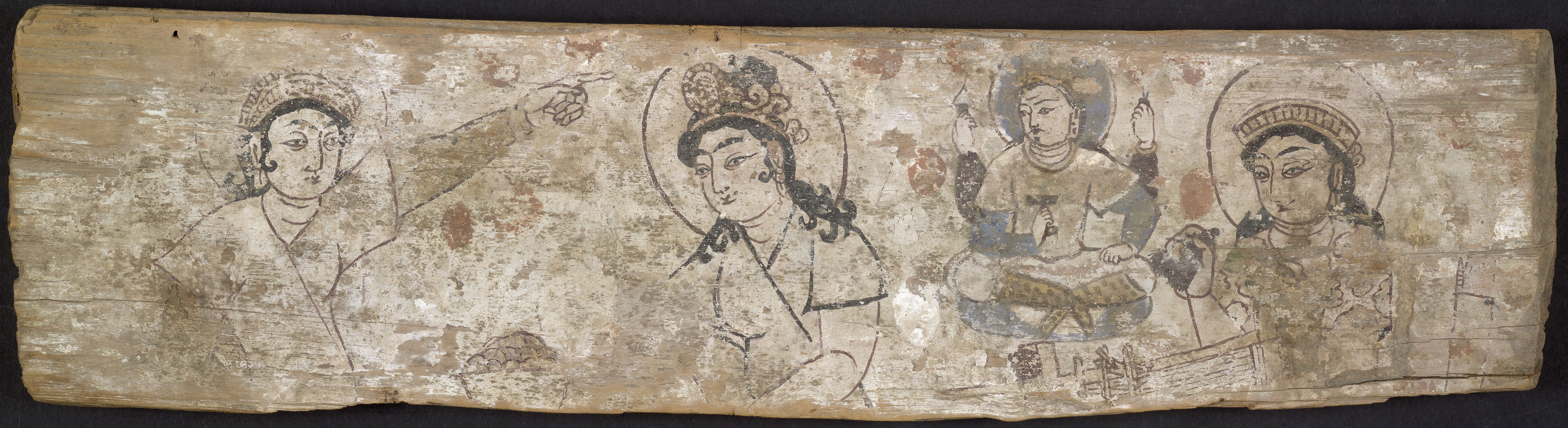
نقاشی روی قاب چوبی کشف شده توسط اورل استین در دندان اویلیق. این تصویر داستان شاهزاده خانمی را به تصویر می‌کشد که تخم‌های کرم ابریشم (Bombyx mori) را در مدل موهایش پنهان کرد تا آنها را به‌صورت قاچاق از چین به پادشاهی ختن منتقل کند.

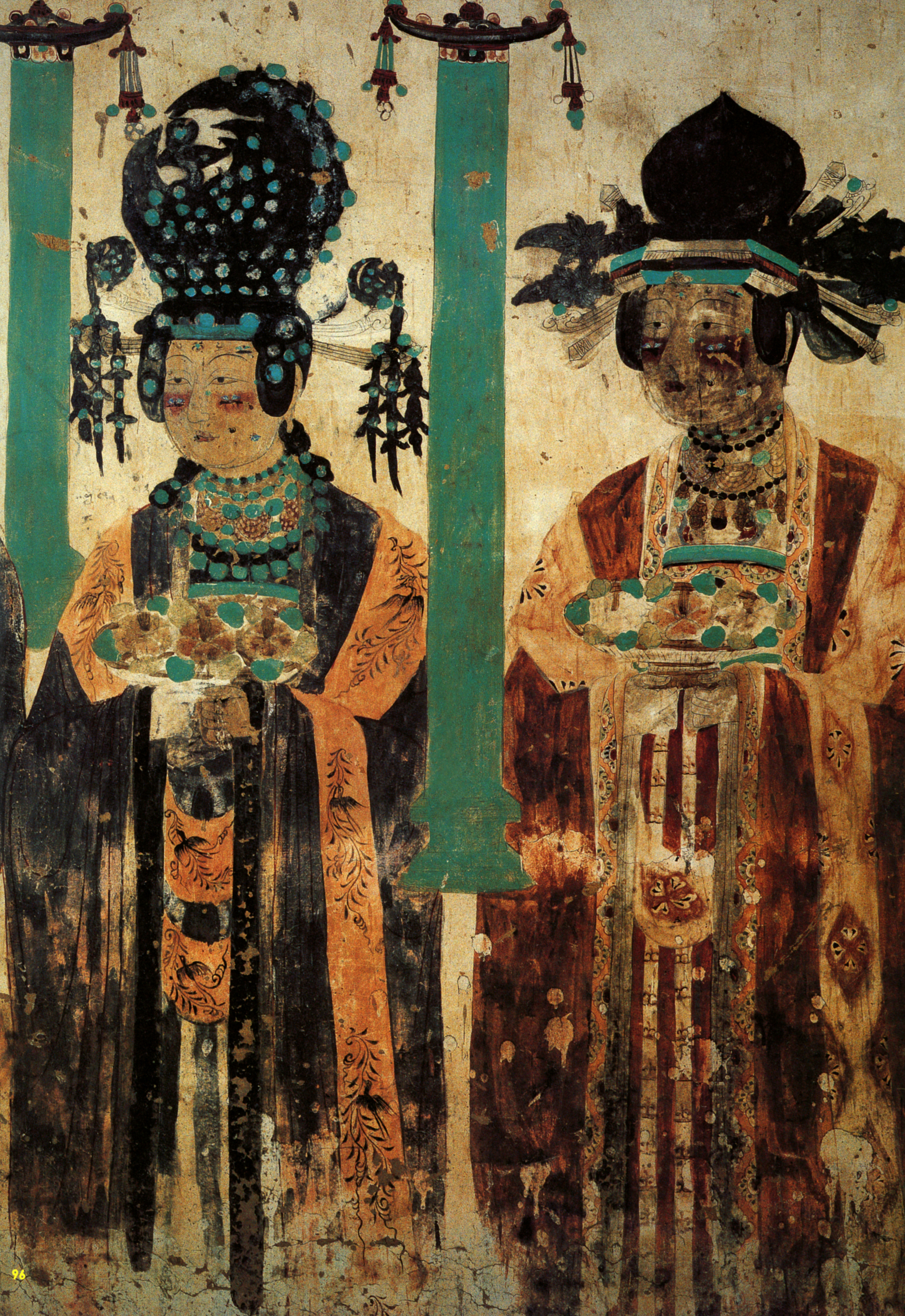
زنان بودایی ختنی

با وجود اطلاعات اندک در مورد ساختارهای اجتماعی-سیاسی ختن، موقعیت جغرافیایی مشترک میان این شهر-دولت در حوضهٔ تاریم و شباهت‌ها در یافته‌های باستان‌شناسی در سراسر حوضهٔ تاریم، نتیجه‌گیری‌هایی در باب زندگی مردم را امکان‌پذیر می‌کند. یک راهب و زائر چینی قرن هفتم به نام شوآن‌زانگ، ختن را شهری با زمین قابل کشت محدود اما ظاهراً دارای حاصل‌خیزی خاص برای کشت «غلات با توان باردهی فراوان میوه‌ها» توصیف کرده‌است. او در ادامه توضیح می‌دهد که این شهر «فرش و نمدهای نفیس و ابریشم» و همچنین «یشم سیاه و سفید» تولید می‌کرد. اقتصاد شهر عمدتاً بر پایهٔ استفاده از آب واحهها برای آبیاری و تولید کالاهای تجاری بود.
شوان‌زانگ همچنین فرهنگ ختن را ستایش کرد و اظهار داشت که مردمش «عاشق مطالعهٔ ادبیات هستند». او گفت: «موسیقی در سطح کشور بسیار تمرین می‌شود و مردان عاشق آواز و رقص هستند.» به «شهری بودن» مردم ختن نیز در پوشش با «ابریشم‌های نازک و لباس‌های سفید» اشاره شده‌است. این امر در تقابل با لباس‌های «پشمی و خز» رایج در مناطق روستایی است.

### ابریشم
ختن اولین مکانی خارج از چین باستان بود که شروع به پرورش ابریشم کرد. افسانه‌ای که در منابع متعددی نقل شده‌است و در نقاشی‌های دیواری کشف‌شده به‌وسیلهٔ باستان‌شناسان به تصویر کشیده شده‌است، نقل می‌کند که یک شاهزاده‌خانم چینی تخم‌های Bombyx mori (کرم ابریشم) را هنگام انتقال برای ازدواج با پادشاه ختن، در میان موهای خود پنهان کرد. این رویداد احتمالاً در نیمهٔ اول قرن اول میلادی اتفاق افتاده‌است، اما شماری از پژوهندگان، این تاریخ را مورد مناقشه قرار داده‌اند.
یکی از نسخه‌های این داستان را راهب بودایی چینی شوآن‌زانگ نقل می‌کند که به انتقال مخفیانه کرم‌های ابریشم به ختن توسط یک شاهزاده‌خانم چینی اشاره دارد. شوان‌زانگ در بازگشت از هند بین سال‌های ۶۴۰ تا ۶۴۵ میلادی، از آسیای مرکزی عبور کرد و از قلمرو کاشغر و ختن (به چینی یوتیان -于阗) گذشت.

## ابریشم
به گفته شوان‌زانگ، معرفی پرورش کرم ابریشم به ختن در سه‌ماهه اول قرن پنجم رخ داد. پادشاه ختن می‌خواست تخم نوغان درخت توت و دانش فنی چینی - سه جزء حیاتی تولید ابریشم را به دست آورد. دربار چین قوانین سختگیرانه ای علیه خروج این اقلام از چین داشت تا انحصار چین در تولید ابریشم را حفظ کند. شوان‌زانگ نوشت که پادشاه ختن به عنوان نشانه‌ای از وفاداری خود به امپراتور چین، دست یک شاهزاده خانم چینی را در ازدواج خواست. این درخواست پذیرفته شد و سفیری به دربار چین فرستاده شد تا شاهزاده خانم چینی را تا ختن اسکورت کند. او به شاهزاده خانم توصیه کرد که برای اینکه خودش در ختن ردای بسازد و مردم را مرفه کند، باید کرم ابریشم و دانه توت بیاورد. شاهزاده خانم تخم‌های نوغان و دانه‌های توت را در سر خود پنهان کرد و آنها را از مرز چین قاچاق کرد. بنا به نوشته او، تخم نوغان، درختان توت و فنون بافندگی از ختن به هند منتقل شد و از آنجا سرانجام به اروپا رسید.

### یشم

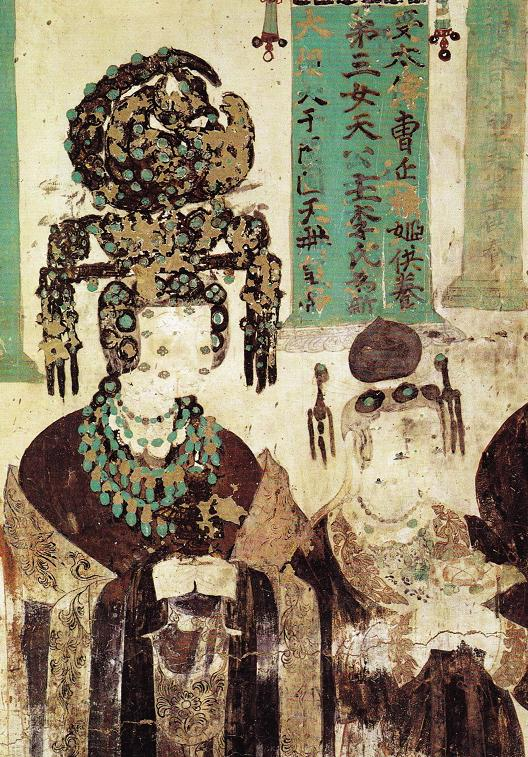
دختر پادشاه ختن با حاکم دونهوانگ، کائو یانلو ازدواج کرد، در اینجا با تاجی استادانه تزئین شده با قطعات یشم نشان داده شده‌است. نقاشی دیواری در غار موگائو ۶۱، پنج سلسله.

ختن، در سراسر و قبل از دوره جاده ابریشم، یک واحه تجاری برجسته در مسیر جنوبی حوضه تاریم بود - تنها واحه بزرگ «در تنها مسیر آبی برای عبور از صحرا از جنوب». علاوه بر موقعیت جغرافیایی شهرهای ختن از اهمیت و شهرت جهانی برای آن به عنوان منبع قابل توجهی از یشم نفریت برای صادرات به چین برخوردار بود.
تاریخچه طولانی تجارت یشم از ختن به چین وجود دارد. قطعات یشم از حوضه تاریم در محوطه‌های باستان‌شناسی چین یافت شده‌است. حکاکان چینی در Xinglongwa و چاهای از ۵۰۰۰ سال قبل از میلاد آویزهای حلقه‌ای‌شکل «از یشم مایل به سبز ختن» می‌تراشیدند. صدها قطعه یشم که در مقبره فوها از اواخر دودمان شانگ توسط ژنگ ژن شیانگ و تیمش یافت شد، همگی از ختن سرچشمه گرفته‌اند. به گفته متن چینی  گوآنزی , یوئه‌ژی، که در کتاب یوزیی 禺,或 牛牛氏 توصیف شده‌است، یشم را به چینی‌ها عرضه می‌کردند. به نظر می‌رسد، از منابع ثانویه، شیوع یشم از ختن در چین باستان به دلیل کیفیت آن و فقدان نسبی این یشم در جاهای دیگر است.
شوان‌زانگ همچنین در سال ۶۴۵ در ختن فروش یشم را مشاهده کرد و نمونه‌های متعددی از دادوستد یشم ارائه کرد.

### سکه‌های ختن
شناخته شده‌است که پادشاهی ختن هم سکه‌های به سبک نقدی و هم سکه‌های بدون سوراخ تولید کرده‌است.
| کتیبه                         | چینی سنتی    | هانیو پین یین | سال‌های تقریبی تولید | پادشاه                              | سکه |
| ----------------------------- | ------------ | ------------- | ------------------- | ----------------------------------- | --- |
| Yu Fang                       | 于方         | yú fāng       | 129 - 130 CE        | Fang Qian                           |     |
| Zhong Er Shi Si Zhu Tong Qian | 重廿四銖銅錢 |               | 100 - 200 CE        | Maharajasa Yidirajasa Gurgamoasa    |     |
| Liu Zhu                       | 六銖         |               | 0 - 200 CE          | Maharajasa Yidirajasa Gurgamoasa(?) |     |

## تحلیل ژنتیکی
در گورستان سمپول (چینی: 山普拉)، حدود ۱۴ کیلومتر فاصله تا محوطه باستان‌شناسی ختن در شهرستان لوپ که آثار هنری مانند فرش پازیریک در آنها یافته شده‌است (منشأ آن به احتمال زیاد از پادشاهی یونانی بلخ بوده‌است. ساکنان آن منطقه مردگان خود تقریباً از حدود ۲۱۷ سال قبل از میلاد تا ۲۸۳ بعد از میلاد در آنجا دفن می‌کردند. آنالیز DNA میتوکندریایی بقایای انسانی، نزدیکی ژنتیکی با مردمی از قفقاز، به‌طور خاص یک اصل و نسب مادری مرتبط با مردم اوستی و ایرانیان و همچنین اصل و نسب پدری از شرق مدیترانه نشان داده‌است. به نظر می‌رسد تأیید کننده این پیوند است، از روایت‌های تاریخی این‌طور مشخص بود که اسکندر مقدونی، که با زنی سغدی از بلخ به نام رخشانه ازدواج کرد، سربازان و ژنرال‌های خود را نیز به ازدواج با زنان محلی تشویق می‌کرد؛ در نتیجه پادشاهان بعدی امپراتوری سلوکی و پادشاهی یونانی - بلخی پس‌زمینه‌ای قومیتی ترکیبی از مردم ایرانی و یونانیان باستان داشتند.